# Polliat
Polliat (prononciation po.lja) est une commune française située dans le département de l'Ain, près de la région naturelle de la Dombes. Elle appartient à l'arrondissement de Bourg-en-Bresse.
Les habitants de Polliat sont les Polliatis.

## Géographie

### Localisation
Polliat est une commune française du département de l'Ain dans le sud de la région naturelle de la Bresse, près de la région naturelle de la Dombes. Elle se situe à 10 km à l'ouest de Bourg-en-Bresse, à 25 km à l'est de Mâcon, à 69 km au nord de Lyon et à 419 km au sud de Paris.

### Points extrêmes
- Nord : Le Puits-d'Enfer, 46° 16′ 32″ N, 5° 08′ 59″ E
- Est : Molliet, 46° 14′ 10″ N, 5° 10′ 47″ E
- Sud : Source de la Létia, 46° 13′ 30″ N, 5° 08′ 07″ E
- Ouest : La Distillerie, 46° 15′ 03″ N, 5° 05′ 29″ E

### Hydrographie
- La commune est traversée par la Veyle qui passe par le sud du bourg.
- L'Iragnon prend sa source vers le marais de Vias et se jette dans la Veyle près de la gare à Pré Chamborde.
- L'Être est aussi un cours d'eau se jetant dans la Veyle près de la gare, sa source se situe à Buellas.
- La Létia est un petit ruisseau de 450 mètres qui se jette dans l'Être après a pris sa source à l'extrême sud de la commune.
- Le Bief de l'Étang Colomb prend sa source au lieu-dit les Canards, il prend le nom de bief de Corrian à Curtafond, puis devient bief de Passolard et bief de Menthon avant de se jeter à Saint-Cyr-sur-Menthon dans le Menthon.
- Le bief de l'Étang ou de l'Étang Gayand naît à Presle au bord de la route D 1079, il se jette dans le bief de Corrian à Confrançon.
- Le Bief de l'Étang Machard commence son cours non loin de la Genette et forme une partie de la frontière avec Saint-Martin-le-Châtel. Il finit son cours à la frontière entre Marsonnas et Montrevel-en-Bresse où il rencontre le bief de l'Abras. Le nouveau cours d'eau formé est le Reyssouzet.
- Le Bief de l'Étang Gaudin prend sa source à Viriat et se jette dans le bief de l'Étang Machard à la frontière avec Saint-Martin-le-Châtel.
- Le Bief de Vernay est un ruisseau passant brièvement dans le territoire vers la gravière. Son cours se termine dans l'Irance à Montcet.

### Climat
Pour des articles plus généraux, voir Climat d'Auvergne-Rhône-Alpes et Climat de l'Ain.
En 2010, le climat de la commune est de type climat océanique dégradé des plaines du Centre et du Nord, selon une étude du CNRS s'appuyant sur une série de données couvrant la période 1971-2000. En 2020, Météo-France publie une typologie des climats de la France métropolitaine dans laquelle la commune est dans une zone de transition entre le climat semi-continental et le climat de montagne et est dans la région climatique Bourgogne, vallée de la Saône, caractérisée par un bon ensoleillement (1 900 h/an), un été chaud (18,5 °C), un air sec au printemps et en été et des vents faibles.
Pour la période 1971-2000, la température annuelle moyenne est de 11,5 °C, avec une amplitude thermique annuelle de 17,8 °C. Le cumul annuel moyen de précipitations est de 1 020 mm, avec 11,6 jours de précipitations en janvier et 7,8 jours en juillet. Pour la période 1991-2020, la température moyenne annuelle observée sur la station météorologique de Météo-France la plus proche, « Ceyzériat_sapc », sur la commune de Ceyzériat à 17 km à vol d'oiseau, est de 11,7 °C et le cumul annuel moyen de précipitations est de 1 032,6 mm,. Pour l'avenir, les paramètres climatiques de la commune estimés pour 2050 selon différents scénarios d'émission de gaz à effet de serre sont consultables sur un site dédié publié par Météo-France en novembre 2022.

### Voies de communication et transports

Carte des axes de communication.

La proximité de la commune avec la ville de Bourg-en-Bresse mais aussi avec Mâcon lui confère l'avantage d'être traversé et d'être à proximité d'axes de communication importants au niveau départemental, régional et national.

#### Routes

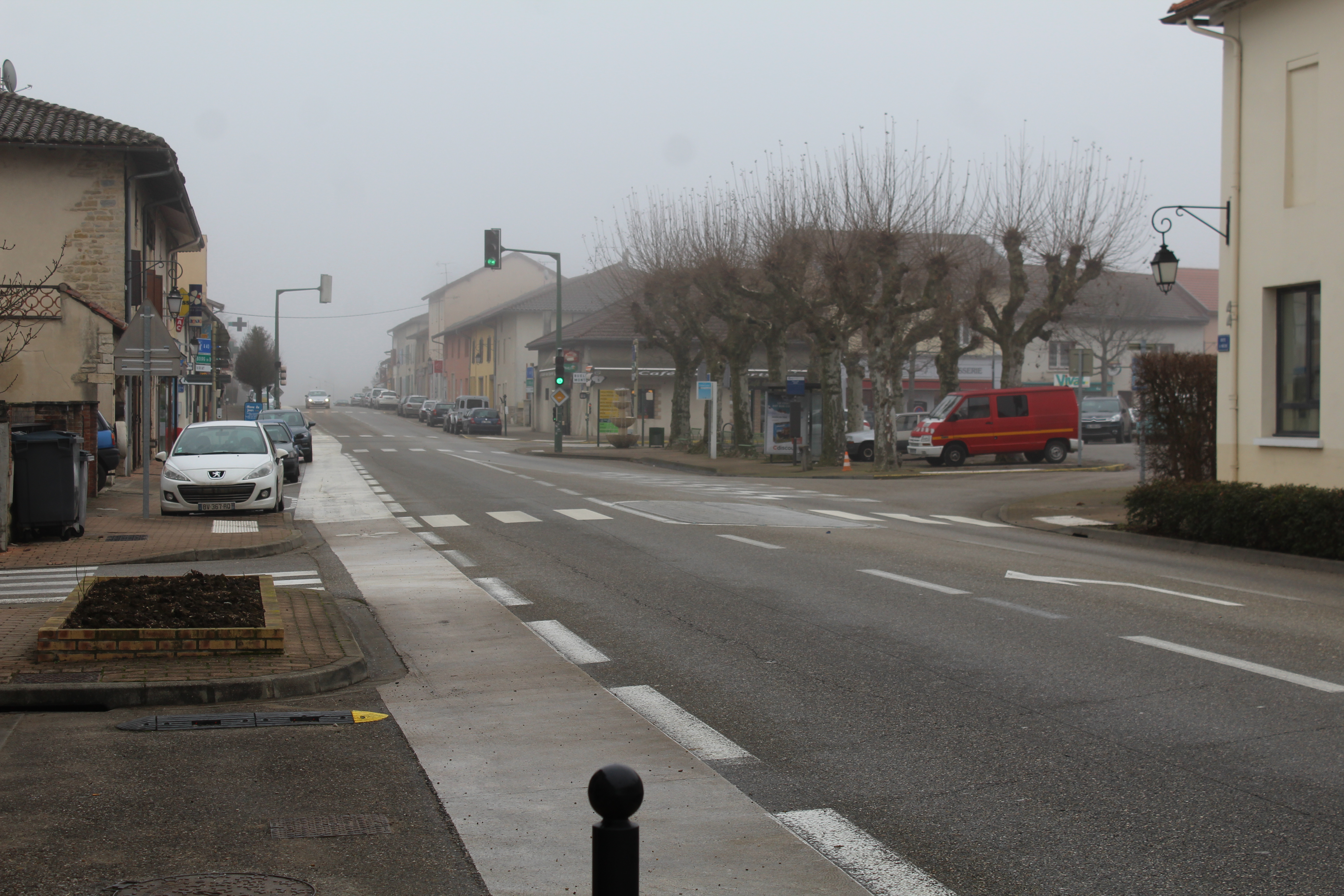
Route D 1079 au centre-ville.

- La route départementale D 1079 traverse la commune d'ouest en est. Cette voie débute à Mâcon par le pont Saint-Laurent et prend fin dans la ville de Bourg-en-Bresse. Elle permet de rejoindre par l'ouest le Logis-Neuf (hameau de Confrançon), Saint-Cyr-sur-Menthon, Mâcon et le département de Saône-et-Loire tandis que par l'est, elle permet de rejoindre Bourg et les autres villes importantes du département.
- La route départementale D 67 traverse la commune du nord au sud et constitue deux tronçons reliés à la D 1079. En prenant la direction du sud, les habitants rejoignent Montcet alors qu'en se dirigeant au nord, ils rejoignent Saint-Martin-le-Châtel. Au niveau départemental, cette voie relie les communes de Saint-Georges-sur-Renon au sud et de Montrevel-en-Bresse au nord.
- La route départementale D 92 passe à l'extrême nord de Polliat vers le hameau de Dompierre. Par les habitants du hameau, la route permet de se diriger vers Saint-Martin-le-Châtel à l'ouest et la route D 975 à l'ouest, cette dernière permettant d'aller à Bourg-en-Bresse, Viriat et Attignat. Cette voie relie Saint-Sulpice à Viriat.
- La route départementale D 26b débute au bourg à l'intersection avec la route D 1079. Elle se dirige vers l'ouest en direction de Mézériat et termine à l'intersection avec la route D 26c aux Platières à Vonnas.
- L'autoroute A40 (Mâcon - Genève), portion de la Route Centre-Europe Atlantique Bordeaux/Nantes - Annemasse, traverse aussi la commune au sud du hameau de Dompierre. Pour s'insérer dans l'autoroute, il suffit de se rendre à la gare de péage de Bourg-Nord située à Viriat près de la frontière.

#### Voies ferroviaires

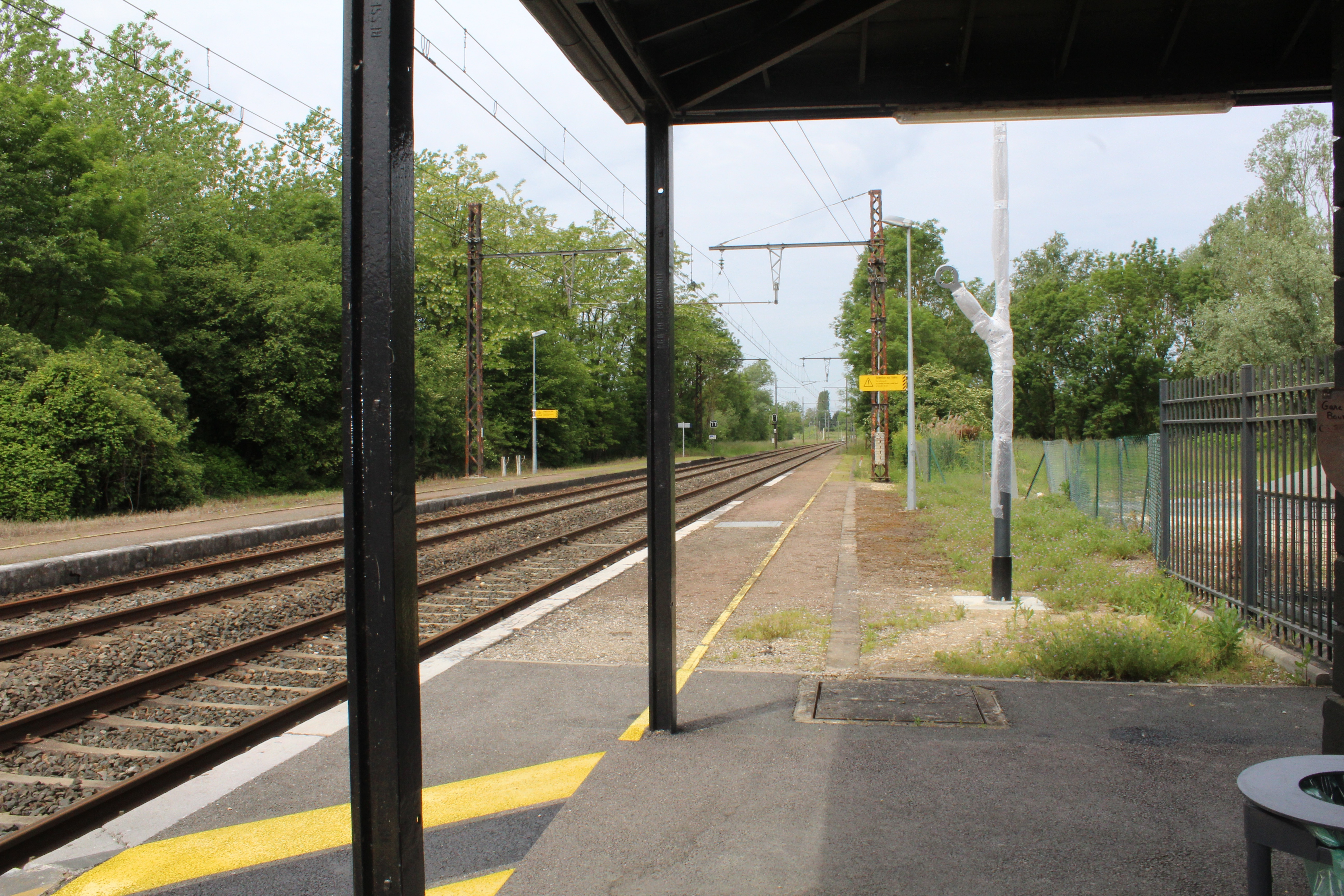
Voie ferrée le long du quai de la gare.

La commune est traversée par la ligne de Mâcon à Ambérieu. La Gare de Polliat est desservie par des trains TER Rhône-Alpes qui circulent sur la ligne 23, Mâcon - Bourg-en-Bresse - Ambérieu.
Pour rejoindre les grandes villes en train, il faut passer par Bourg-en-Bresse ou par Mâcon qui sont reliées aux grandes lignes.

#### Transport aérien
- À Jasseron, dans la banlieue est de Bourg, se trouve l'aérodrome Bourg Terre des Hommes situé à une quinzaine de kilomètres de la commune. Il est utilisé pour la pratique d'activités de loisirs et de tourisme.
- De l'autre côté, à l'ouest, se trouve un petit aéroport à Charnay, non loin de Mâcon géré par la chambre de commerce et d'industrie de Saône-et-Loire.
- Les habitants de la commune doivent se rendre à l'aéroport de Lyon-Saint-Exupéry distant de 73 kilomètres ou bien à l'aéroport de Genève distant de 135 kilomètres pour effectuer des vols vers l'international.

#### Transports en commun

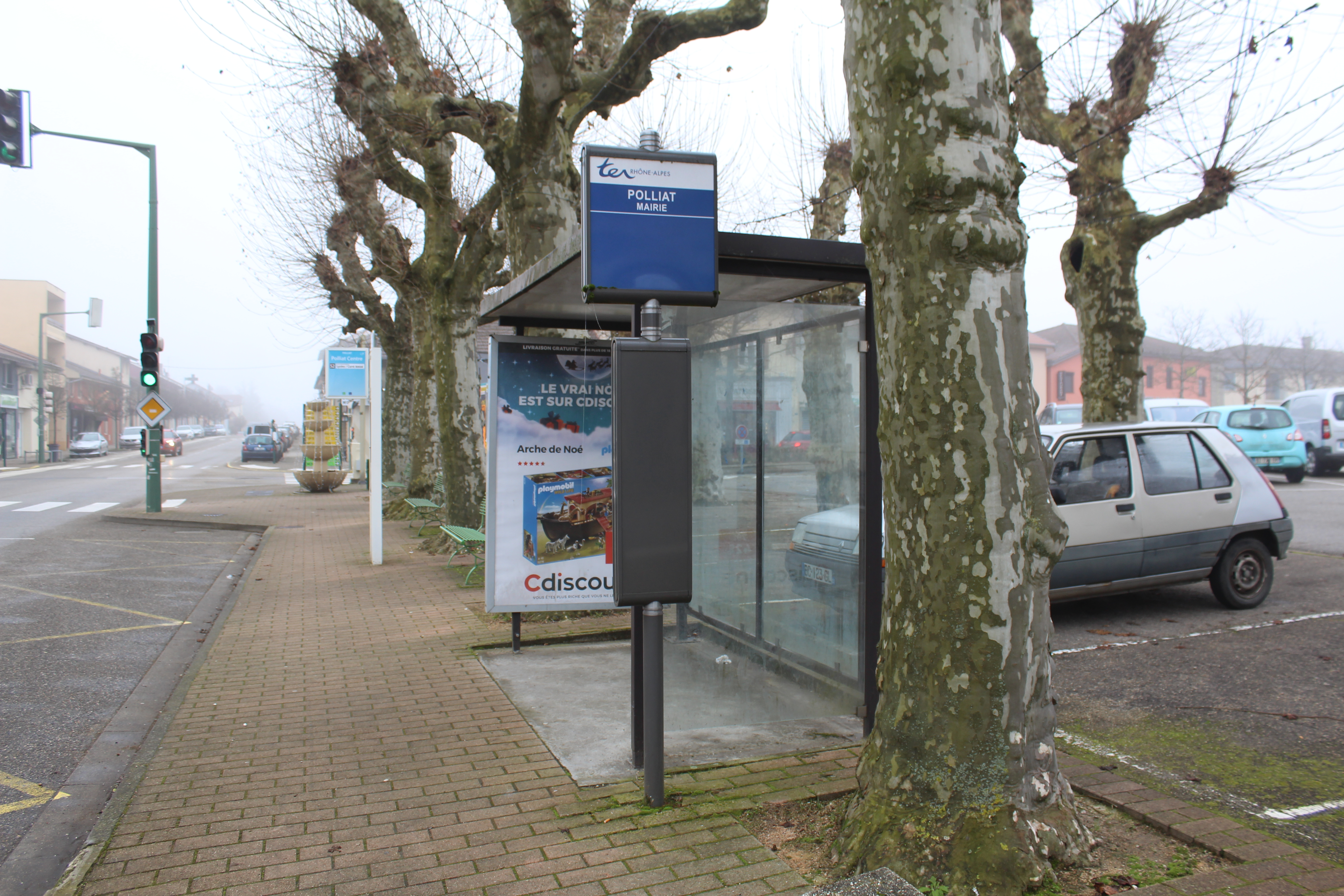
Arrêt TER et TUB.

La commune est reliée au réseau départemental des bus car.ain.fr. Il ne dessert qu'un seul arrêt au bourg qui se nomme Centre. Puisque la commune accueille une gare qui est reliée au réseau TER, Polliat possède un arrêt de bus Mairie reliée à la ligne 30.
De plus, la commune est aussi reliée au réseau de transport Rubis par le biais des lignes 51, 52 et 53 qui permettent de rejoindre la gare de Bourg-en-Bresse, le carré Amiot et les lycées de la préfecture.

## Urbanisme

### Typologie
Au 1er janvier 2024, Polliat est catégorisée bourg rural, selon la nouvelle grille communale de densité à 7 niveaux définie par l'Insee en 2022.
Elle appartient à l'unité urbaine de Polliat, une unité urbaine monocommunale constituant une ville isolée,. Par ailleurs la commune fait partie de l'aire d'attraction de Bourg-en-Bresse, dont elle est une commune de la couronne,. Cette aire, qui regroupe 80 communes, est catégorisée dans les aires de 50 000 à moins de 200 000 habitants,.

### Occupation des sols
L'occupation des sols de la commune, telle qu'elle ressort de la base de données européenne d’occupation biophysique des sols Corine Land Cover (CLC), est marquée par l'importance des territoires agricoles (74,8 % en 2018), en diminution par rapport à 1990 (78,1 %). La répartition détaillée en 2018 est la suivante : 
terres arables (33,6 %), zones agricoles hétérogènes (28,3 %), forêts (14,3 %), prairies (12,9 %), zones urbanisées (10,9 %).
L'évolution de l’occupation des sols de la commune et de ses infrastructures peut être observée sur les différentes représentations cartographiques du territoire : la carte de Cassini (XVIIIe siècle), la carte d'état-major (1820-1866) et les cartes ou photos aériennes de l'IGN pour la période actuelle (1950 à aujourd'hui).

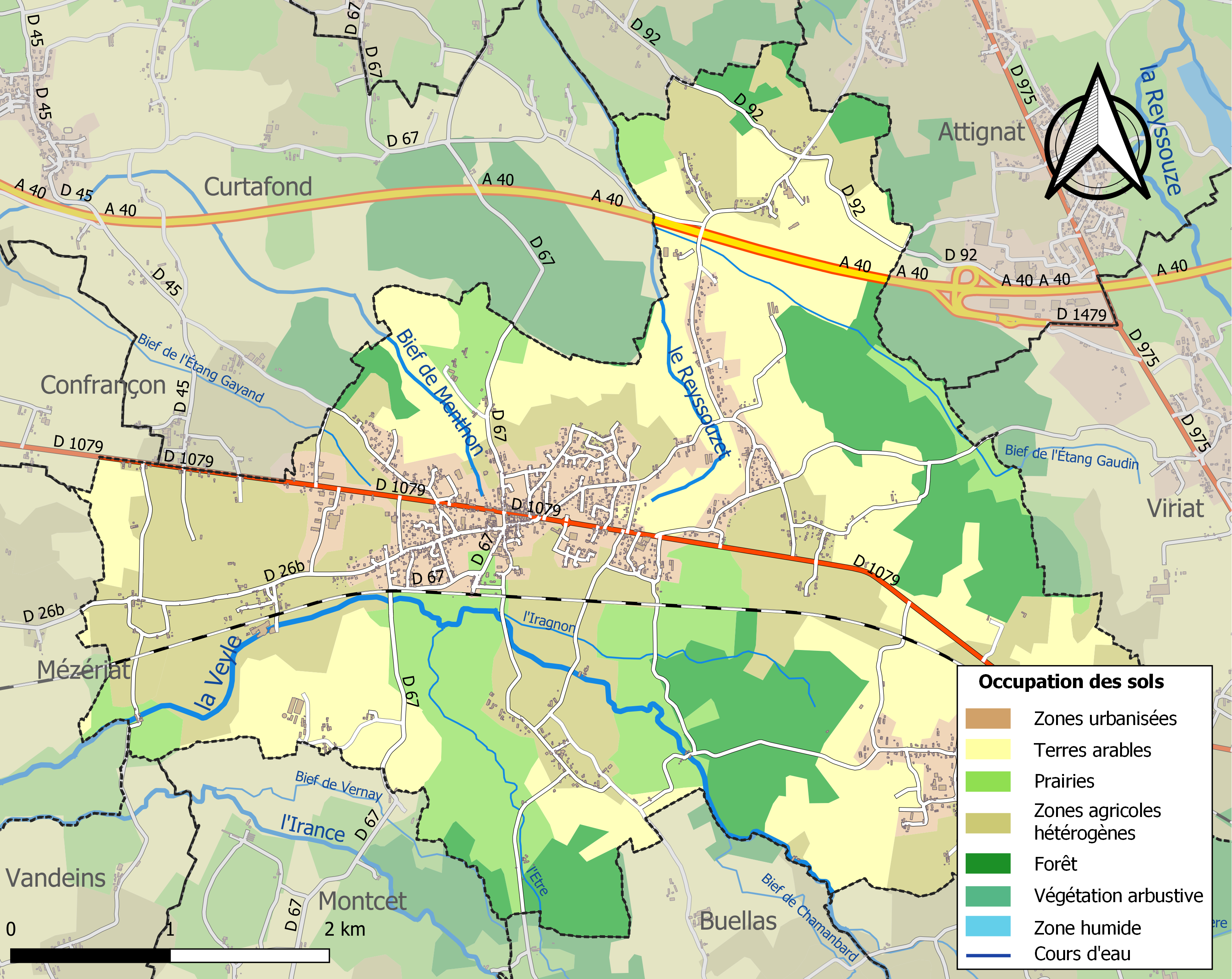
Carte des infrastructures et de l'occupation des sols de la commune en 2018 (CLC).

## Toponymie

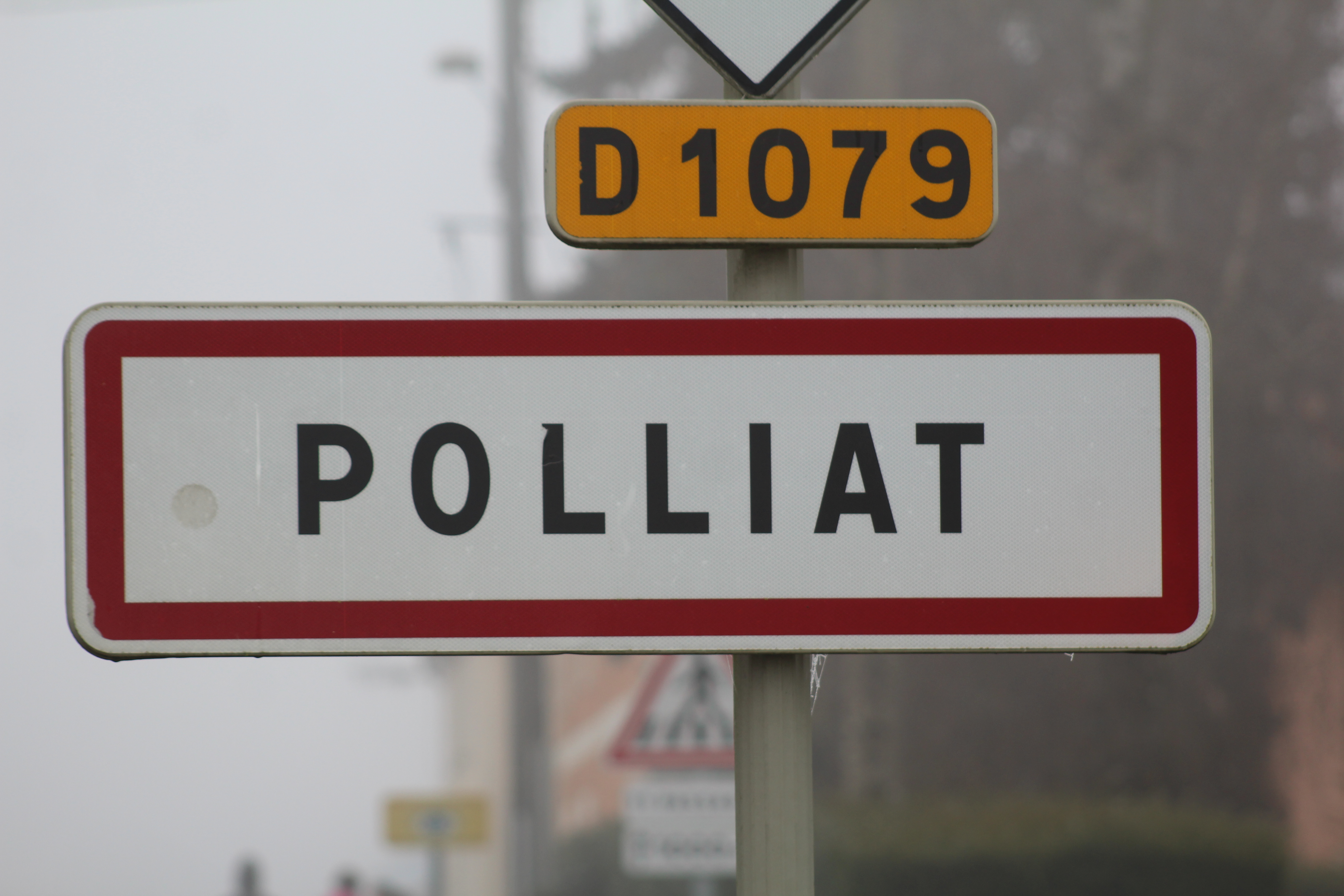
Panneau d'entrée de la ville.

### Origine du nom
Polliat vient de Polliacum ou de Pulliacum qui est le nom d'ancien domaine d'origine gallo-romaine.

### Anciens noms
La première mention du village date de 1250 dans le pouillé de Lyon sous le nom de Poilies. Quinze années plus tard, Poillia est mentionné dans les archives de la Côte-d'Or. Dans les titres de Laumusse, on trouve le nom de Poilliacus en 1286.
Vers 1350, le pouillé de Lyon évoquent Pollia et les archives de la Côte-d'Or citent Polia en 1378. On utilise Poilliaz pour se référer à la commune vers 1410 selon le terrier de Saint-Martin. En 1417, on retrouve une mention du village dans les archives de la Côte-d'Or, le nom cité est Polliacus.
Le Documentaire linguistique de l'Ain mentionne Pollie vers 1465 et le terrier des Chabeu cite Polliaz en 1490. Le siècle suivant, en 1558, le nom de la commune devient Polliac si l'on se réfère aux archives du Rhône. Le nom actuel de Polliat apparaît pour la première fois en 1656 dans les visites pastorales Polliat. Toutefois, on trouve le nom de Polliat sur Veyle au XVIIIe siècle selon les sources de Cassini.

## Histoire
En 1601, après la fin de la guerre franco-savoyarde qui se termine par le traité de Lyon, Polliat appartient à la France avec l'acquisition de celle-ci de la Bresse, du Bugey, du Valromey et du pays de Gex. Elle est par la suite intégrée à la province bourguignonne.
Entre 1790 et 1795, la commune était une municipalité du canton de Bourg, et dépendait du district de Bourg.
Le 6 juin 1857, a lieu la mise en service de la ligne de chemin de fer entre Mâcon et Bourg-en-Bresse, par la Compagnie des chemins de fer de Paris à Lyon et à la Méditerranée (PLM). Cette ligne traverse la commune et dessert la gare de Polliat.

## Politique et administration

### Administration municipale
Le conseil municipal comprend dix-neuf membres, dont le maire, cinq adjoints et treize autres conseillers municipaux.

### Liste des maires
| Période                                  | Période      | Identité                   | Étiquette | Qualité                              |
| ---------------------------------------- | ------------ | -------------------------- | --------- | ------------------------------------ |
| 1903                                     | 1941         | Joseph Alban (1857-1942)   |           |                                      |
| Les données manquantes sont à compléter. |              |                            |           |                                      |
| juin 1995                                | mars 2008    | Daniel Perret              | DVD       |                                      |
| mars 2008                                | février 2018 | Christian Bernard (1962- ) | DVD       | Agent d'assurances                   |
| février 2018                             | En cours     | Bernard Bienvenu (1957- )  |           | Président de conseil de surveillance |
| Les données manquantes sont à compléter. |              |                            |           |                                      |

## Population et société

### Démographie
L'évolution du nombre d'habitants est connue à travers les recensements de la population effectués dans la commune depuis 1793. Pour les communes de moins de 10 000 habitants, une enquête de recensement portant sur toute la population est réalisée tous les cinq ans, les populations de référence des années intermédiaires étant quant à elles estimées par interpolation ou extrapolation. Pour la commune, le premier recensement exhaustif entrant dans le cadre du nouveau dispositif a été réalisé en 2007.
En 2022, la commune comptait 2 694 habitants, en évolution de +7,59 % par rapport à 2016 (Ain : +5,15 %, France hors Mayotte : +2,11 %).
| 1793  | 1800  | 1806  | 1821  | 1831  | 1836  | 1841  | 1846  | 1851  |
| ----- | ----- | ----- | ----- | ----- | ----- | ----- | ----- | ----- |
| 1 152 | 1 029 | 1 259 | 1 324 | 1 452 | 1 507 | 1 513 | 1 567 | 1 498 |

| 1856  | 1861  | 1866  | 1872  | 1876  | 1881  | 1886  | 1891  | 1896  |
| ----- | ----- | ----- | ----- | ----- | ----- | ----- | ----- | ----- |
| 1 457 | 1 483 | 1 519 | 1 416 | 1 486 | 1 481 | 1 400 | 1 441 | 1 419 |

| 1901  | 1906  | 1911  | 1921  | 1926  | 1931  | 1936  | 1946  | 1954  |
| ----- | ----- | ----- | ----- | ----- | ----- | ----- | ----- | ----- |
| 1 431 | 1 397 | 1 435 | 1 357 | 1 410 | 1 380 | 1 328 | 1 397 | 1 402 |

| 1962  | 1968  | 1975  | 1982  | 1990  | 1999  | 2006  | 2007  | 2012  |
| ----- | ----- | ----- | ----- | ----- | ----- | ----- | ----- | ----- |
| 1 396 | 1 362 | 1 558 | 1 841 | 2 025 | 2 019 | 2 296 | 2 336 | 2 374 |

| 2017  | 2022  | - | - | - | - | - | - | - |
| ----- | ----- | - | - | - | - | - | - | - |
| 2 511 | 2 694 | - | - | - | - | - | - | - |

### Enseignement

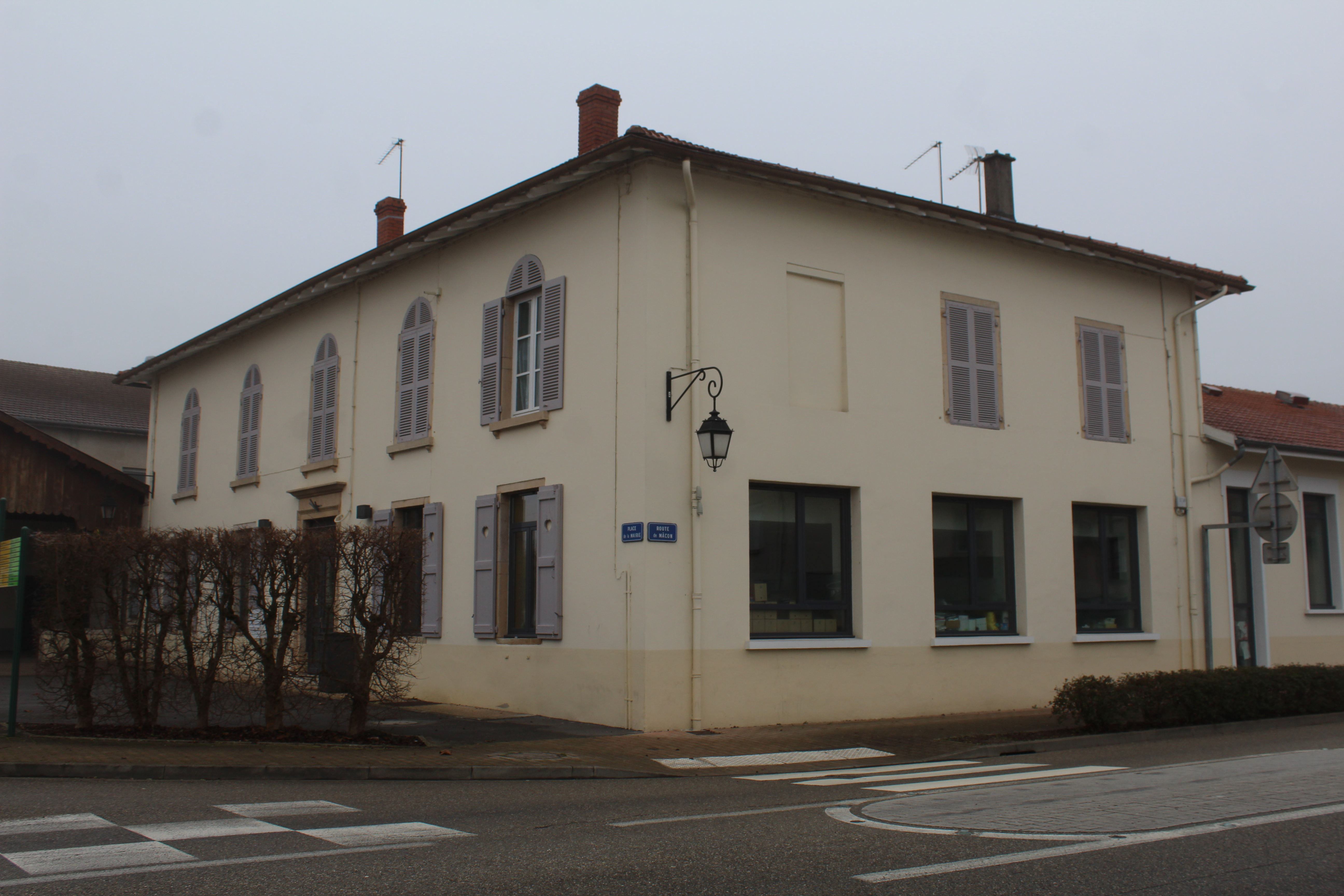
École élémentaire.

La commune possède une école maternelle et une école élémentaire répartis sur deux sites différents. L'école maternelle possède trois classes tandis que l'école élémentaire en possède six.
Les élèves du village passant en 6e sont dirigés au collège de Brou de Bourg-en-Bresse.

### Sports
Entre les routes D 1079 et D 67, les équipements sportifs sont regroupés en un lieu. On y trouve un complexe sportif, deux terrains de football et trois courts de tennis. Ces équipements peuvent être utilisés par les clubs de la commune.
Le Football Club Bressans est un club de football dont le siège est situé dans la commune réunissant les jeunes de Polliat avec ceux de Vandeins, Montcet, Montracol et Buellas. En effet, le club résulte de la fusion entre les clubs de l'AS Polliat, de l'ES Buellas-Corgenon et de l'ES Montcet-Vandeins-Montracol.
Les courts de tennis sont occupés par le Tennis club de Polliat, un club créé en 1985. On trouve aussi un club de judo avec le Judo club de Polliat qui propose d'autres activités comme le jujitsu, l'aïkido et la taïso-musuculation. Pour les amateurs de sport de boules, la Boule fraternelle créé le 2 mai 1928 permet la pratique de ce sport.
La Gym Volontaire Polliat permet la pratique de plusieurs activités telles que la gym, la gym douce, la gym cardio et le yoga. En 2006 naît la Section Full Contact de Polliat rattachée au Judo club mais devient un club à part entière en 2011 qui prend le nom de Fighters Attitudes. Enfin, depuis 1995, l'Africa Danse permet de faire découvrir les danses du continent africain.

### Médias locaux
- Le journal Le Progrès propose une édition locale aux communes de l'Ain. Il paraît du lundi au dimanche et traite des faits divers, des évènements sportifs et culturels au niveau local, national, et international.
- Le journal Voix de l'Ain est un hebdomadaire publié les vendredis qui propose des informations locales pour les différentes régions du département de l'Ain.
- La chaîne France 3 Rhône Alpes Auvergne est disponible dans la région.

## Culture et patrimoine

### Lieux et monuments
- L'église Saint-Étienne d'origine romane date du XIIe siècle et fut en partie reconstruite au XIXe siècle.
- Dans le parc près de l'église, nommé parc Abbé-Deschaud, on trouve un pigeonnier datant du XIXe siècle.
- Au bord de la voie ferrée, le bâtiment de la gare fut érigé au milieu du XIXe siècle.
- Sur la place du village, l'ancienne école des filles construite en 1895 accueille aujourd'hui le centre de loisirs et la maison des jeunes et de la culture.
- Au bord de Veyle, on trouve le moulin de Cure.
- Près de l'église, un monument honore les soldats de Polliat morts au combat pour la France. On en trouve un second sur la place principale du village.
- Le long de la route D 1079, on trouve le château d'eau sur lequel est peinte une fresque de la vie bressane.

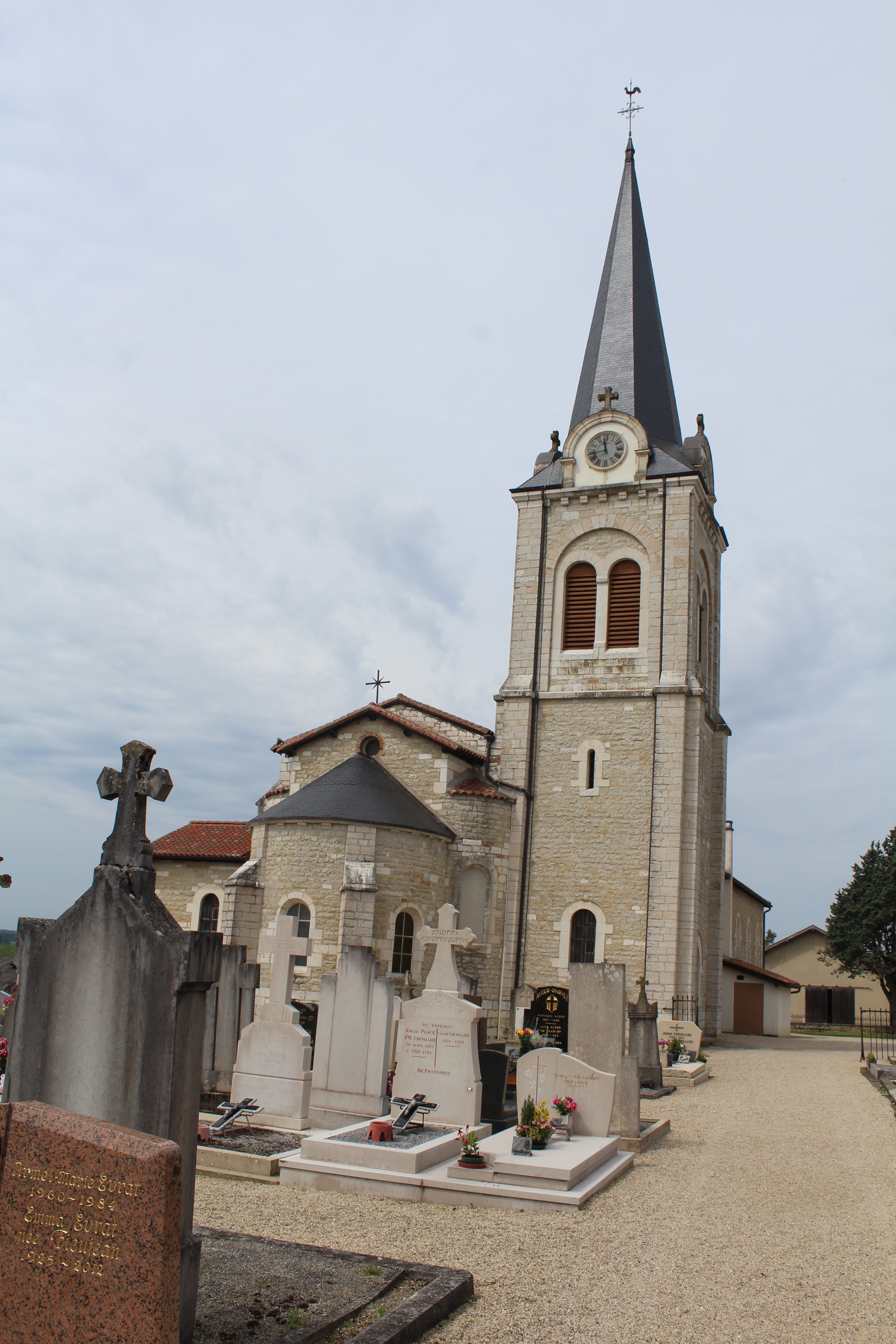
Église Saint-Étienne.
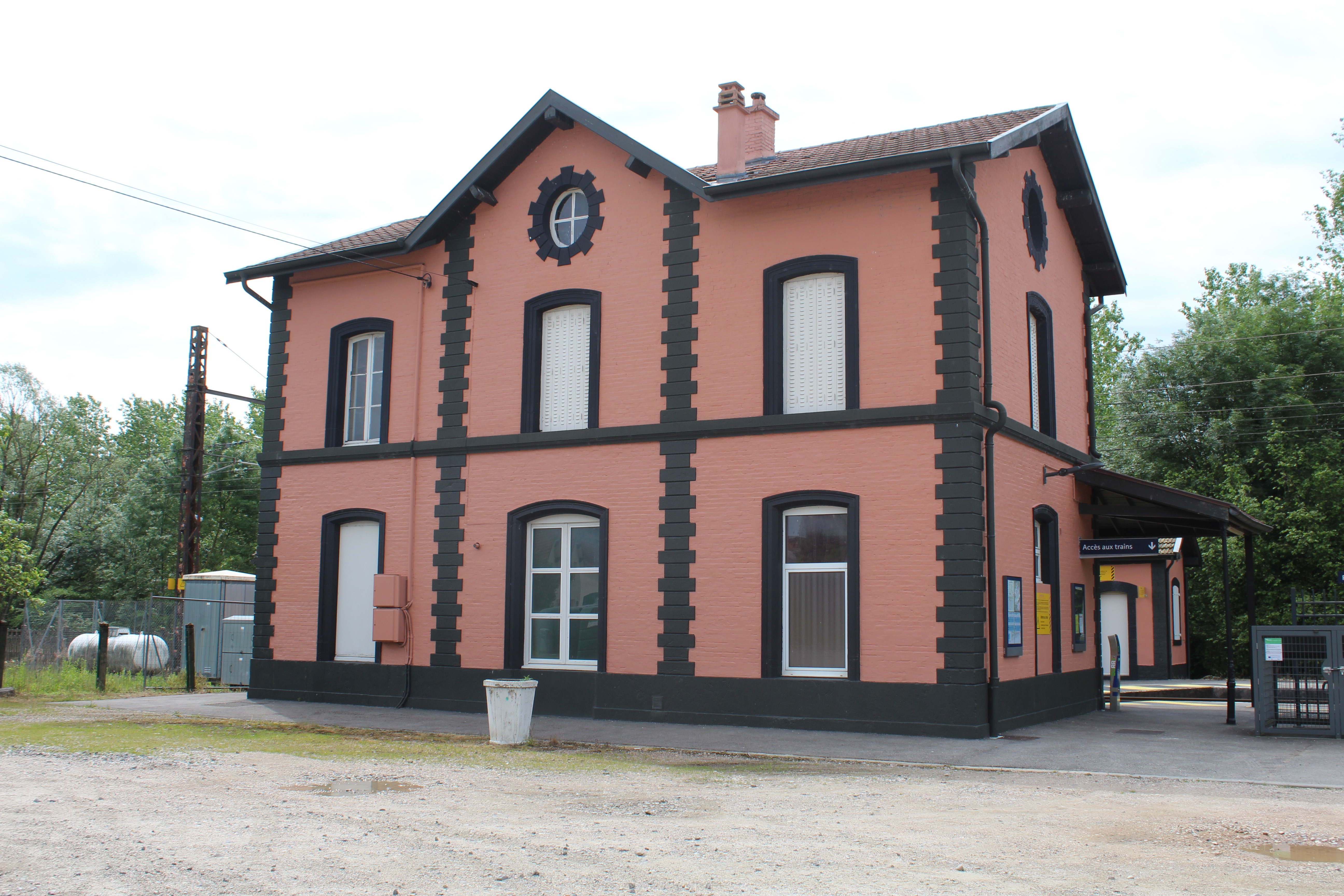
Gare.
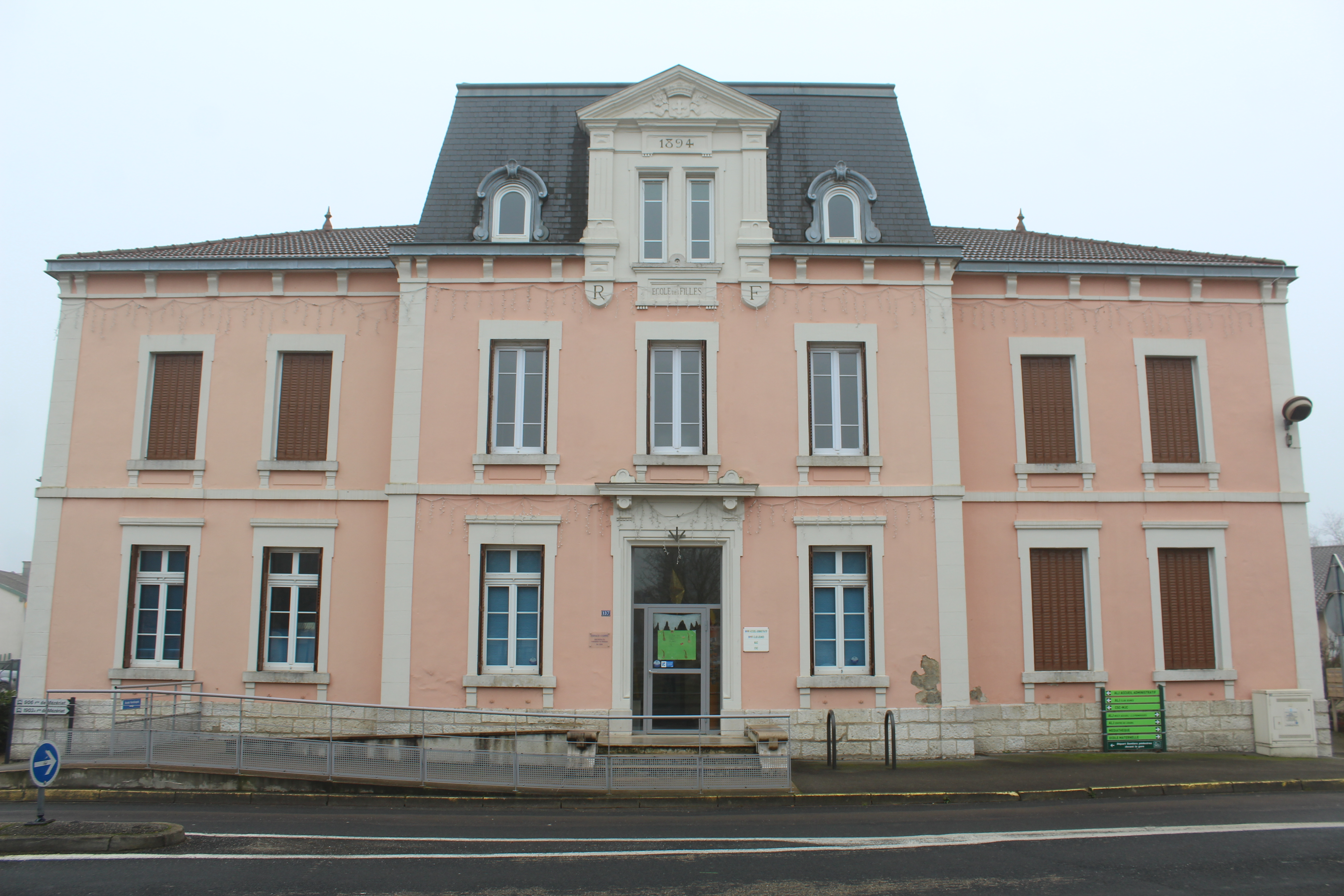
Ancienne école des filles.
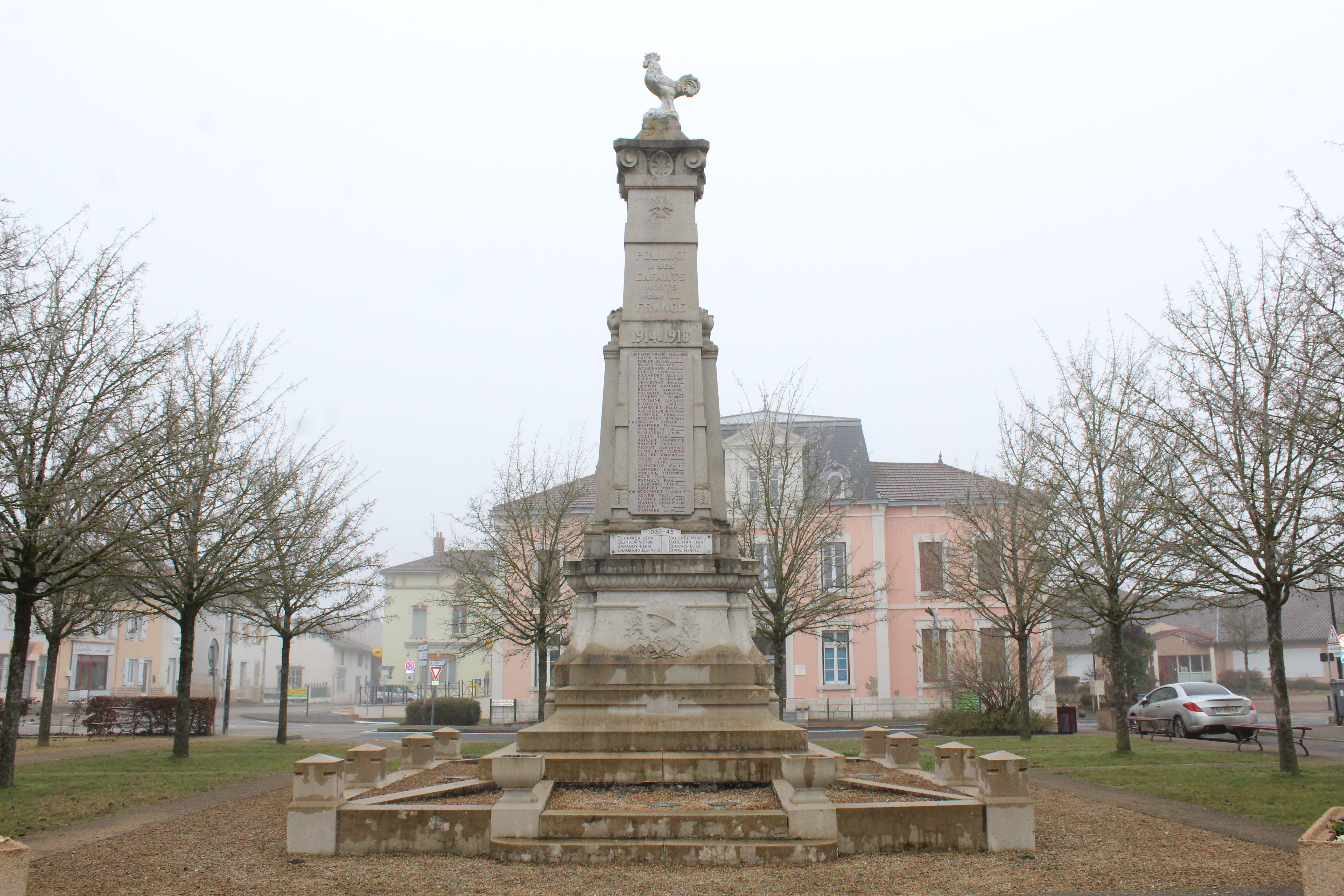
Monument aux morts sur la place du Village.
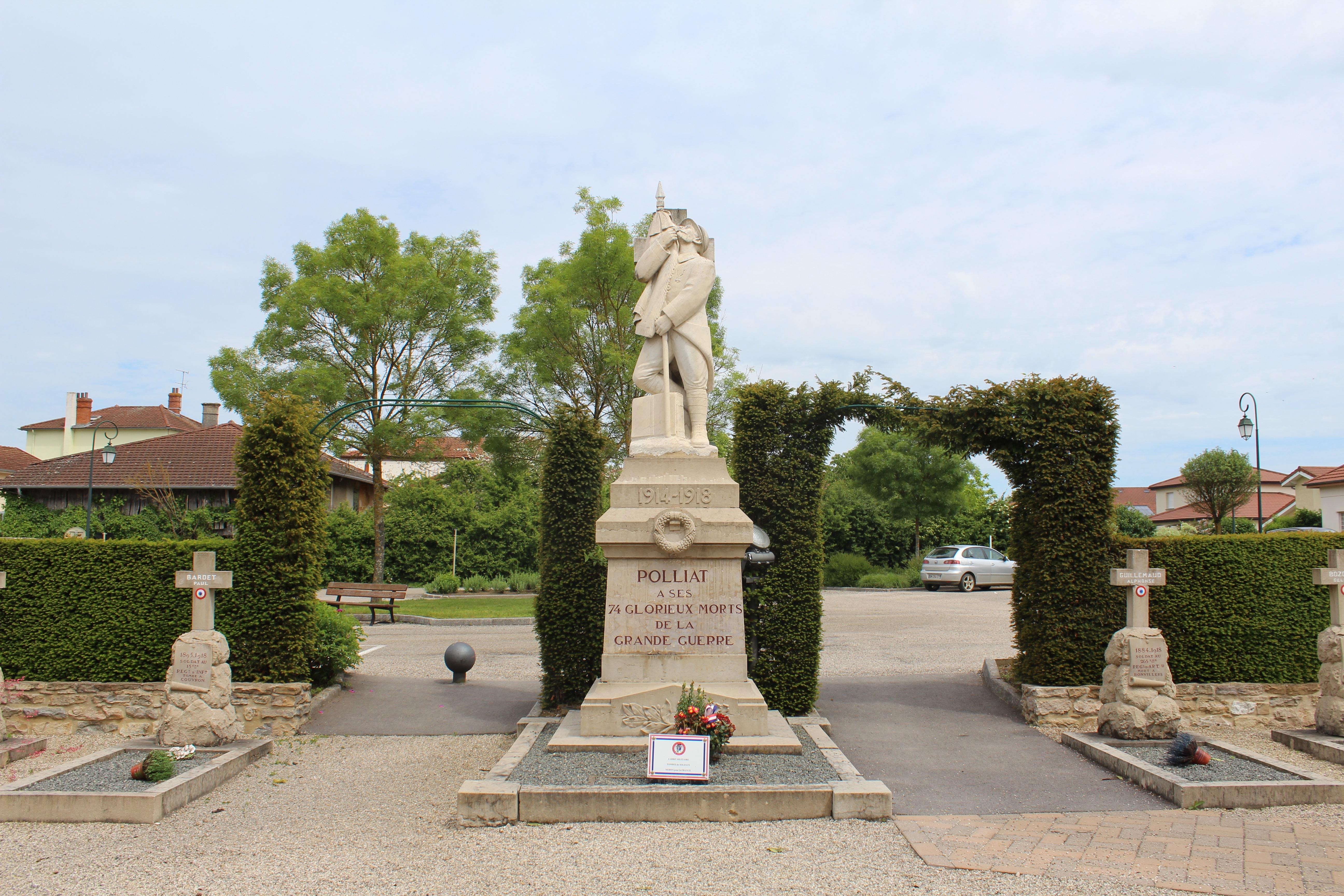
Monument aux morts du cimetière.

### Gastronomie
Les spécialités culinaires sont celles de la région bressane, c'est-à-dire la volaille de Bresse, les gaudes, la galette bressane, les gaufres bressanes, la fondue bressane.
La commune se situe dans l'aire géographique de l'AOC Crème et beurre de Bresse et de l'AOC Volailles de Bresse.
Elle a aussi l'autorisation de produire le vin IGP Coteaux de l'Ain (sous les trois couleurs, rouge, blanc et rosé).

### Espaces verts et fleurissement

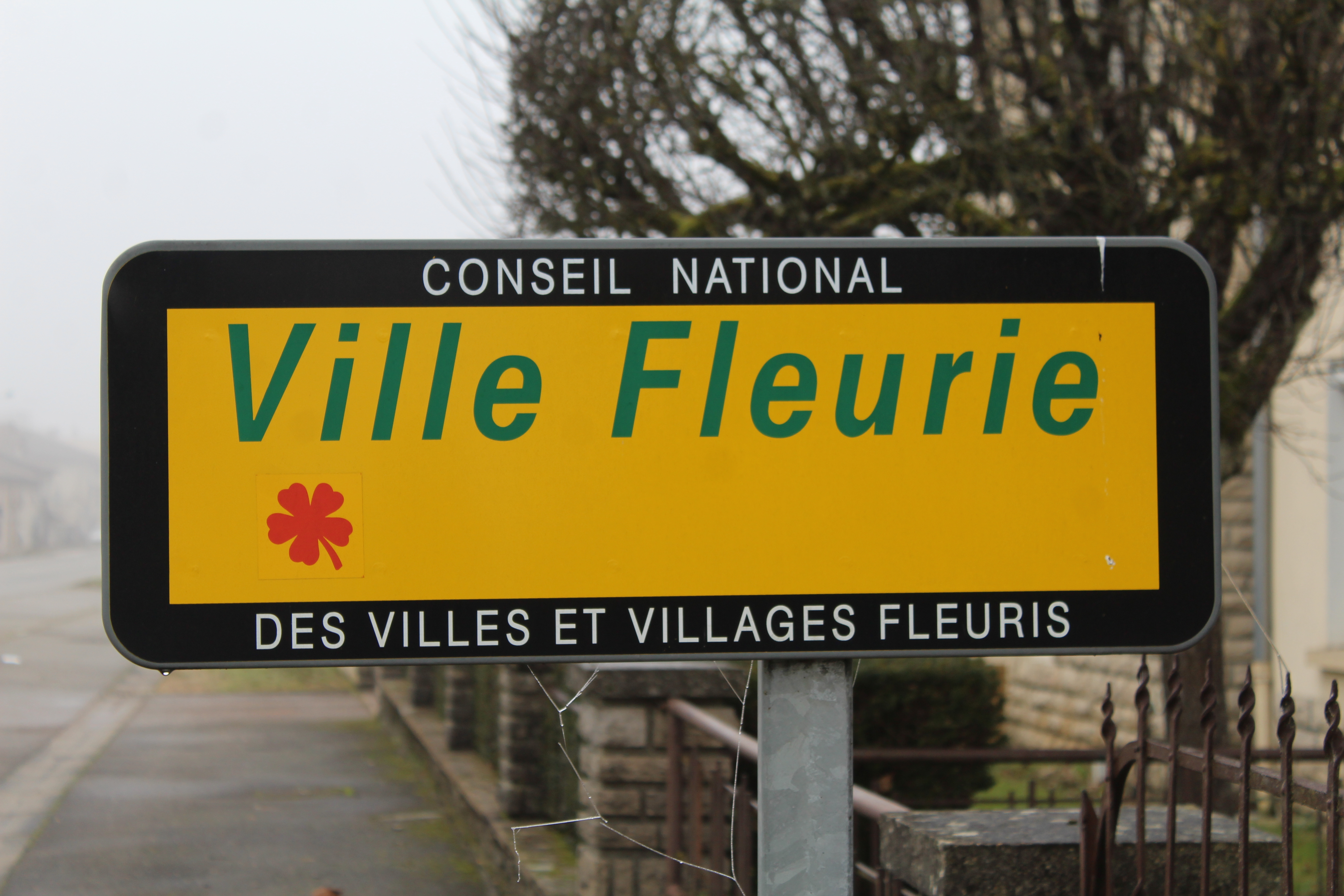
Panneau avec la fleur.

En 2014, la commune obtient le niveau « une fleur » au concours des villes et villages fleuris.

### Héraldique, logotype et devise
| Armes de Polliat | Les armes de Polliat (13 juillet 1984) se blasonnent ainsi, : Taillé : au 1er d'azur à trois annelets entrelacés d'argent, au 2e d'argent à la forêt de cinq arbres de sinople fûtés de sable. |

## Personnalités liées à la commune
- Élisa Blanc (1883-1949), restauratrice française, y est née.
- Hippolyte Piroux (1929-2024), agriculteur et écrivain français, y est né.